# 安定護軍
安定护军，十六国时期官名。
后秦时，设置安定护军，属于雍州，姚泓时任命孙瓒为安定护军。永和二年（417年），东晋刘裕灭后秦。夏国凤翔五年（417年），赫连勃勃夺得安定护军，沿置，属于凉州。北魏灭夏，废除安定护军。